# 다디카
다디카(DaDiCa)는 대한민국의 휴먼 토크 주식회사가 개발한 이미지 인쇄/편집 프로그램이다.